# هارابا
هارابا (بالـاوردو: ہڑپہ، بالـهندي : हड़प्पा)، هي قرية باكستانية تقع على بعد 20 كم غرب مدينة ساهيوال في ولاية البنجاب في شمال دولة باكستان، اكتشف في جنوبها وفي المجرى القديم لنهر رافي موقع أثري هام ترجع بداياته إلى نهاية الألف الثالث قبل الميلاد أي إلى العصر البرونزي، وقد أظهرت الحفريات آثار لإنشاءات عمرانية واسعة ومتطورة.